# Harry Dénis

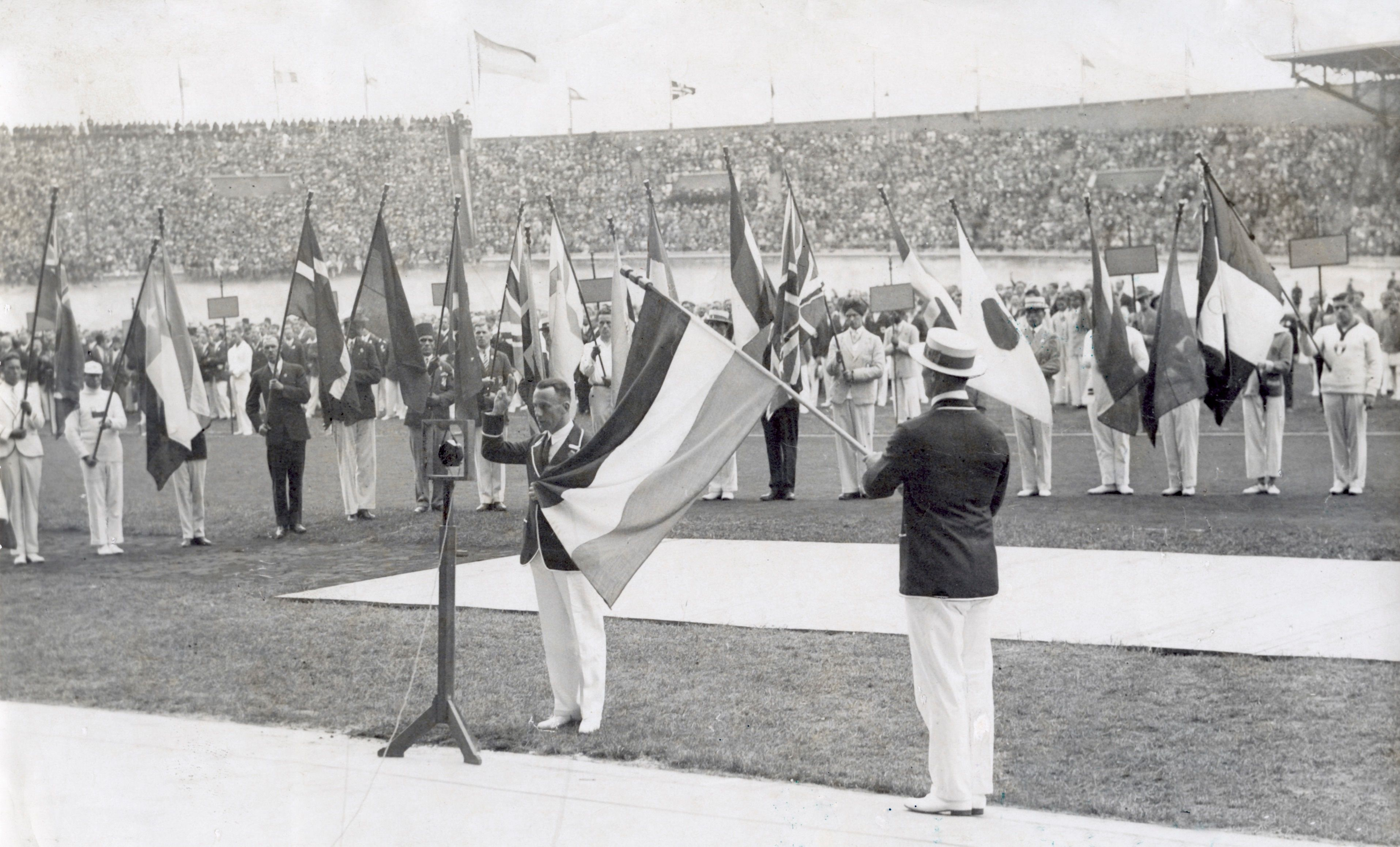
Harry Dénis fa el jurament olímpic (1928).

Henri Léonard Barthélémi Dénis, conegut com a Harry Dénis, (La Haia, 1896 -La Haia, 1971) fou un futbolista neerlandès, que jugà en la posició de defensa, guanyador d'una medalla olímpica.

## Biografia
Va néixer el 28 d'agost de 1896 a la ciutat de La Haia, població situada a la província d'Holanda del Sud. Va morir el 13 de juliol de 1971 a la ciutat de la Haia.

## Carrera esportiva
Membre de l'equip de futbol HBS Craeyenhout, entre 1911 i 1934 disputà 298 partits amb el seu equip fent un total de 16 gols. El 1925 guanyà la lliga neerlandesa.
L'any 1919 debutà amb la selecció de futbol dels Països Baixos, amb la qual jugà 56 partits. Va participar, als 23 anys, en els Jocs Olímpics d'Estiu de 1920 realitzats a Anvers (Bèlgica), on va aconseguir guanyar la medalla de bronze en la competició olímpica de futbol. Posteriorment participà en els Jocs Olímpics d'Estiu de 1924 realitzats a París (França), on fou quart, i en els Jocs Olímpics d'Estiu de 1928 realitzats a Amsterdam (Països Baixos), on finalitzà en novena posició i fou l'encarregat de realitzar el Jurament Olímpic per part dels atletes en la cerimònia inaugural dels Jocs.